# Rumours (Хор)
«Rumours» (рус. Слухи) — девятнадцатый эпизод второго сезона американского музыкального телесериала «Хор», показанный телеканалом Fox 3 мая 2011 года. В эпизоде возвращается актриса Кристин Ченовет в роли Эйприл Роудс; по сюжету Сью Сильвестр возрождает школьную газету «Выгребатель мусора», а Бриттани начинает вести собственное шоу в Интернете. Между тем ученики узнают, что у Сэма Эванса проблемы в семье, а Уилл Шустер исполняет с хористами песни группы Fleetwood Mac с альбома Rumours 1977 года, что стало данью уважения группе. Это позволило возродить популярность альбома, который добрался до 12 строчки в Billboard 200 за неделю, следующую после выхода серии в эфир, а в Австралии — до 2 строчки за пять дней. В эпизоде были исполнены кавер-версии восьми песен, из них шесть — группы Fleetwood Mac, и все они занимали места в чарте Billboard Hot 100, а четыре вошли в альбом Glee: The Music, Volume 6.

## Сюжет
Тренер команды поддержки Сью Сильвестр (Джейн Линч) начинает издавать давнюю школьную газету «Выгребатель мусора», нацеленную на распространение слухов и клеветы. Таким образом она планирует рассорить участников хора и уничтожить коллектив изнутри. Бриттани (Хизер Моррис) становится ведущей собственного шоу в Интернете — «Фондю для двоих», где занимается тем же, что и Сью, — собирает школьные слухи, чем ненамеренно оскорбляет некоторых студентов. Сантана (Ная Ривера) обижается на Бриттани за то, что та пустила слух об их интимных отношениях, а Финн (Кори Монтейт) нападает на Сэма (Корд Оверстрит) за слухи о его якобы романе с Куинн (Дианна Агрон), с которой их видели вместе. Сэм всё отрицает, и Финн при помощи Рейчел (Лиа Мишель) решает проследить за ним, и видит, что Сэм выходит из дешёвого мотеля вместе с Куртом (Крис Колфер), после чего они прощаются, и Сэм возвращается в номер.
Эйприл Роудс (Кристин Ченовет) приходит к Уиллу Шустеру (Мэтью Моррисон) за помощью с постановкой её мюзикла на Бродвее. Он рассказывает ей о проблемах в хоре, члены которого из-за слухов рассорились между собой, и она сравнивает их с группой Fleetwood Mac в период записи их альбома Rumours. Вместе с Уиллом она поёт «Dreams» для хора, и Уилл решает посвятить неделю исполнению кавер-версий на песни Fleetwood Maс.
Арти (Кевин Макхейл) злится на Бриттани, узнав об их отношениях с Сантаной. Это приводит к тому, что Бриттани рвёт с ним отношения, а Арти поёт для неё песню «Never Going Back Again». Сантана снова предлагает Бриттани быть вместе, раз она рассталась с Арти, и поёт для неё «Songbird». Она соглашается пойти на её онлайн-ток-шоу, но в последнюю минуту отказывается. Позже Бриттани узнаёт из «Выгребателя мусора», что Сантана якобы влюблена в Дейва Карофски (Макс Адлер) и в сговоре с ним ради короны королевы выпускного вечера.
Несколько членов хора встречаются в кафе и обсуждают ночную встречу в отеле Сэма и Курта. Куинн уверяет всех, что Курт любит и никогда не предаст Блейна (Даррен Крисс), а Сэм — не гей, и их встрече в отеле есть иное объяснение. Финн и Рейчел решают снова проследить за отелем, и видят, как из него выходит Куинн и прощается с Сэмом.
На следующий день в «Выгребателе мусора» сообщают, что Финна и Рейчел видели вдвоём в машине. Финн пытается объяснить Куинн, что они с Рейчел следили за Сэмом и видели её вместе с ним; он требует объяснений. Они поют песню «I Don’t Want to Know», и Куинн ставит Финну ультиматум: если он будет петь дуэты с Рейчел, их отношениям придёт конец. Рейчел пытается решить проблему, однако когда ничего не выходит, она поёт «Go Your Own Way» для Финна. Финн устраивает пришедшему Сэму скандал, требуя объяснений о ночной встрече с Куинн. Сэм срывается и рассказывает, что его семья потеряла дом, и этот отель — место, где они временно живут. Куинн помогала ему сидеть с младшим братом и сестрой, а Курт приносил старую одежду. Сэм покидает хор. Хористы чувствуют себя виноватыми, что полагались на слухи вместо того, чтобы поговорить с ним. Они узнают, что Сэм заложил свою гитару, и выкупают её для него и предлагают свою помощь. Финн приносит ему кое-какую одежду, а позже Сэм приводит брата и сестру на репетицию хора, а всё поют «Don’t Stop».

## Реакция
Хотя «Rumours» получил большей частью положительные отзывы, однако несколько были даны с некоторыми оговорками. Эми Рейтер из Los Angeles Times написала, что в эпизоде были моменты, которые благоприятно вписались в сериал, а Али Семигран из MTV назвал его «не идеальным, но, безусловно, лучшим, чем предыдущие». Лиза Респерс Франс из CNN отметила, что до финального номера эпизод представлял собой «клубок паутины», и только после «Don’t Stop» можно было сказать: «Хорошо сыграно, „Хор“» . Джеймс Понивозик из Time в своей рецензии написал: «В то время как у „Rumours“ были свои недостатки, его сюжетная линия позволила показать, что порой следует ориентироваться на историю, а не на песни», но добавил, что музыкальная подборка серии хорошо вписалась в сюжет. Эрика Футтерман из Rolling Stone высказала мнение, что эпизод выполнил задумку создателей — органично продемонстрировал проблемы внутри хора. Кевин Фэлон из The Atlantic оценил идею трибьюта Fleetwood Mac, назвав его «освежающей сменой темпа». Роберт Каннинг из IGN также оценил решение выбрать именно альбом Rumours, однако счёл получившийся итог слабоватым. Он поставил серии 7 баллов из 10 и написал, что «спасательным кругом» стали комедийные моменты, в частности, «Фондю для двоих» Бриттани он назвал «фантастическим». «Фондю для двоих» также положительно оценили вышеупомянутые Респерс Франс, Понивозик, Рейтер и Семигран.